# Lorenzo Ricci
Lorenzo Ricci (1 de agosto de 1703 – 24 de novembro de 1775) foi um padre jesuíta italiano, décimo oitavo superior-geral de 1758 a 1773. Foi o último superior-geral antes da Supressão da Companhia de Jesus.

## Início da vida e carreira
Ricci nasceu em Florença, Itália, em uma das famílias mais antigas e ilustres da Toscana. Ainda muito jovem, foi enviado a Prato para o Colégio Jesuíta Cicognini. Entrou na Companhia com apenas quinze anos, em 16 de dezembro de 1718, no noviciado de S. Andrea em Roma.
Tendo completado seus estudos em filosofia (1722–25) e teologia (1729–34) no Colégio Romano de Roma, lecionou em Siena e Roma. Professou formalmente em agosto de 1736. De 1751 a 1755 foi diretor espiritual do Colégio Romano. De fato, esse trabalho espiritual tranquilo e despretensioso — em particular dando os Exercícios Espirituais de Inácio de Loyola (uma forma de retiro guiado) — parecia ter tido sua preferência. Em 1755, foi eleito secretário da sociedade.

## Superior-Geral
Na 19.ª Congregação Geral, em maio de 1758, Ricci foi eleito Superior-geral da Companhia de Jesus em segundo turno. Guilio Cordara, que viveu perto de Ricci e parece tê-lo conhecido intimamente, deplorou essa escolha: "Por causa de sua natureza plácida e temperamento muito equilibrado, considerei-o pouco adequado para uma época em que distúrbios e tempestades parecem exigir aplicação extraordinária de remédios incomuns para males incomuns". O próprio Ricci pediu para ser dispensado da responsabilidade.

### Jesuítas em Portugal
A crise com as cortes reais católicas dos Bourbon estava chegando ao auge. Quatro meses após a eleição de Ricci, houve um atentado contra a vida do rei José I de Portugal. O primeiro-ministro Carvalho, com ciúmes da influência de Gabriel Malagrida na corte, acusou o jesuíta de envolvimento na trama. Malagrida foi declarado culpado de alta traição, mas, como padre, não poderia ser executado sem o consentimento da Inquisição, então ele foi executado por heresia. Os jesuítas foram expulsos de Portugal em setembro de 1759. O decreto também incluía as possessões portuguesas do Brasil, Goa e Macau.

### Jesuítas na França
Os jesuítas na França ganharam a inimizade da influente Madame de Pompadour. Segundo a condessa de Courson, em 1752 Pompadour abordou os jesuítas solicitando a admissão aberta dos sacramentos, na esperança de fortalecer sua posição e influência em detrimento da rainha e do delfim. Suspeitando que seus motivos não fossem espirituais, os sacerdotes hesitaram até que ela deixasse de ser a amante do rei. Em poucos anos ela se tornou uma das mais ardentes promotoras da destruição da Sociedade; a razão de sua hostilidade suspeitada por muitos.
Antoine de La Valette era o superior de trinta e quatro anos das missões da Martinica, que estavam muito endividadas. Lavallette contraiu muitos empréstimos, expandiu demais e faliu quando os britânicos apreenderam doze dos treze navios que transportavam produtos das plantações para venda na França. Os esforços da Sociedade para intervir com LaValette na Martinica foram prejudicados pela Guerra dos Sete Anos. A guerra havia deixado a França quase falida, e o duque de Choiseul, ministro das Relações Exteriores e secretário da Guerra, viu nos bens jesuítas uma oportunidade de recompor as receitas da coroa. Os jesuítas franceses estavam fazendo um esforço para acertar com os credores, mas quando o caso foi levado aos tribunais, toda a Sociedade foi considerada responsável pela dívida, e um decreto foi emitido para a apreensão de todos os seus bens. Isso levou a Sociedade à falência na França. Um autor francês anônimo publicou um panfleto supostamente de cartas entre Ricci e insurgentes da Córsega. A Sociedade foi expulsa da França em 1764, da Espanha e Nápoles em 1767, e do Ducado de Parma em 1768. O desamparado Ricci viu tudo.
Enquanto Clemente XIII foi papa, a Fraternidade foi de alguma forma protegida em Roma. O Papa deu uma nova aprovação pública da Sociedade (a bula Apostolicum pascendi, de 1769). O Papa aconselhou coragem, oração e paciência a Ricci, inexperiente na arte de governar e que sempre viveu afastado do mundo e das intrigas diplomáticas.
O Superior-Geral, de inclinação espiritual, enviou cartas circulares aos jesuítas sobre a fervorosa perseverança na oração (1763), sobre o maior fervor na oração em 1769 e, poucos meses antes da supressão da Sociedade, outra sobre um novo incentivo à oração (fevereiro de 1773 ). Claramente ele não estava em contato com o que estava acontecendo. Mas a pressão sobre a Santa Sé aumentava e no conclave convocado (em 1769) para eleger o sucessor de Clemente XIII, a Supressão da Companhia de Jesus era a questão principal. Clemente XIV foi eleito; não está claro se ele fez uma promessa de suprimir a Sociedade. Após sua eleição, Clemente XIV tomou decisões duras e humilhantes contra a Fraternidade para aplacar seus inimigos, mas a pressão política continuou implacável e o Papa finalmente suprimiu a ordem (Dominus ac Redemptor de 21 de julho de 1773), a principal razão sendo que ele queria para 'restaurar a paz na Igreja'.

## Morte
Comunidades jesuítas foram dissolvidas, bibliotecas confiscadas e propriedades saqueadas. Sob pressão do embaixador espanhol José Moñino, 1.º Conde de Floridablanca, Ricci foi colocado atrás das grades no Castelo de Santo Ângelo, em Roma, onde sofreu novas humilhações e maus tratos (por exemplo, não foi autorizado a celebrar a missa). As acusações feitas publicamente contra os jesuítas nunca chegaram a um tribunal: nenhum processo judicial foi levado a cabo. Antes de morrer, Ricci declarou solenemente diante de testemunhas: "Digo e protesto que a Companhia de Jesus não deu nenhum fundamento que justificasse sua supressão; nem há nenhuma razão correta para que eu deveria ter sido preso." Ele está enterrado na cripta da Igreja de Gesùem Roma.
Cerca de seis semanas após a morte de Ricci, o Papa Pio VI ordenou a libertação dos cinco assistentes de Ricci.